# Norzia
Norzia (latino Nortia o Nurtia) è la dea etrusca del destino e della fortuna.
Il tempio più famoso della dea si trovava a Volsinii, nella cui parete veniva piantato ogni anno un grosso chiodo. Secondo Tito Livio questo rito, detto in latino clavum pangere, serviva per ricordare il passare degli anni. 